# Bačkov (district de Trebišov)
Pour les articles homonymes, voir Bačkov.
Bačkov (en hongrois : Bacskó) est un village du district de Trebišov, dans la région de Košice, en Slovaquie.

## Histoire
La première mention écrite du village date de 1320.

## Démographie

### Évolution de la population
| Année:               | 1994. | 2004.   | 2014.   | 2024.    |
| -------------------- | ----- | ------- | ------- | -------- |
| Nombre de personnes: | 594   | 620     | 679     | 754      |
| Différence:          |       | +4,37 % | +9,51 % | +11,04 % |

| Année:               | 2023. | 2024.   |
| -------------------- | ----- | ------- |
| Nombre de personnes: | 753   | 754     |
| Différence:          |       | +0,13 % |